# La Celle-Saint-Avant
La Celle-Saint-Avant è un comune francese di 1 058 abitanti situato nel dipartimento dell'Indre e Loira nella regione del Centro-Valle della Loira.

## Società

### Evoluzione demografica
Abitanti censiti